# Columba livia
La paloma bravía, paloma asiática o paloma doméstica (Columba livia) es una especie de ave columbiforme de la familia de las colúmbidas nativa del sur de Eurasia y del norte de África. En México se considera como una especie exótica invasora; el género Columba alberga a las denominadas "palomas del viejo mundo".
Es el ancestro de las palomas domésticas, con las que se cruza, lo que demuestra su estrecho parentesco. Se parece mucho a la paloma doméstica gris típica, pero las domésticas presentan gran variedad de coloraciones y formas diferentes. Los adultos miden generalmente entre 29 y 37 cm de largo y tienen una envergadura alar de 62 a 72 cm. Su peso oscila entre los 238 y 380 g, aunque las palomas domésticas o semidomésticas suelen sobrepasar este peso normal. Su pico es negruzco con cera blanca en la base, patas rojizas o rosas, ojos ámbar (oscuros en el juvenil). No hay dimorfismo sexual pero el plumaje es muy variable entre individuos. El patrón original es cabeza, nuca y pecho color gris pizarra con lustre verde-púrpura sobre cabeza y vientre gris pálido. Alas grises con dos barras negras y rabadilla blanca que se hace gris pizarra hacia la cola y cuyas puntas son blancas.
El área de distribución natural de las palomas bravías se limita al sur de Europa, el norte de África y el suroeste de Asia. Tras su domesticación, su distribución se amplió a la mayor parte de todos los continentes (salvo la Antártida) especialmente América del Norte, Cono Sur de América y zonas templadas meridionales de Australia. En México habita en todas las entidades del país. Suele vivir en acantilados y barrancos, anidando en paredes rocosas. Las palomas domésticas y asilvestradas han sido introducidas en más hábitats de todo el mundo, especialmente ciudades. Usan las construcciones humanas del mismo modo que las poblaciones naturales usan los muros rocosos. Es sabido que causan daño considerable a edificios y monumentos debido a sus heces corrosivas.
Esta paloma ha sido introducida en todo el mundo como fuente de alimentación o como caza. Sin embargo, son una amenaza a la salud de la población [cita requerida] ya que pueden transmitir variedad de enfermedades a los humanos, a las aves de corral y a la fauna silvestre; lo anterior, por contacto con las deposiciones de las palomas o por exposición prolongada a sus heces y plumas. No obstante, la fama de las palomas de animales insalubres para los humanos se ha exagerado.

## Descripción

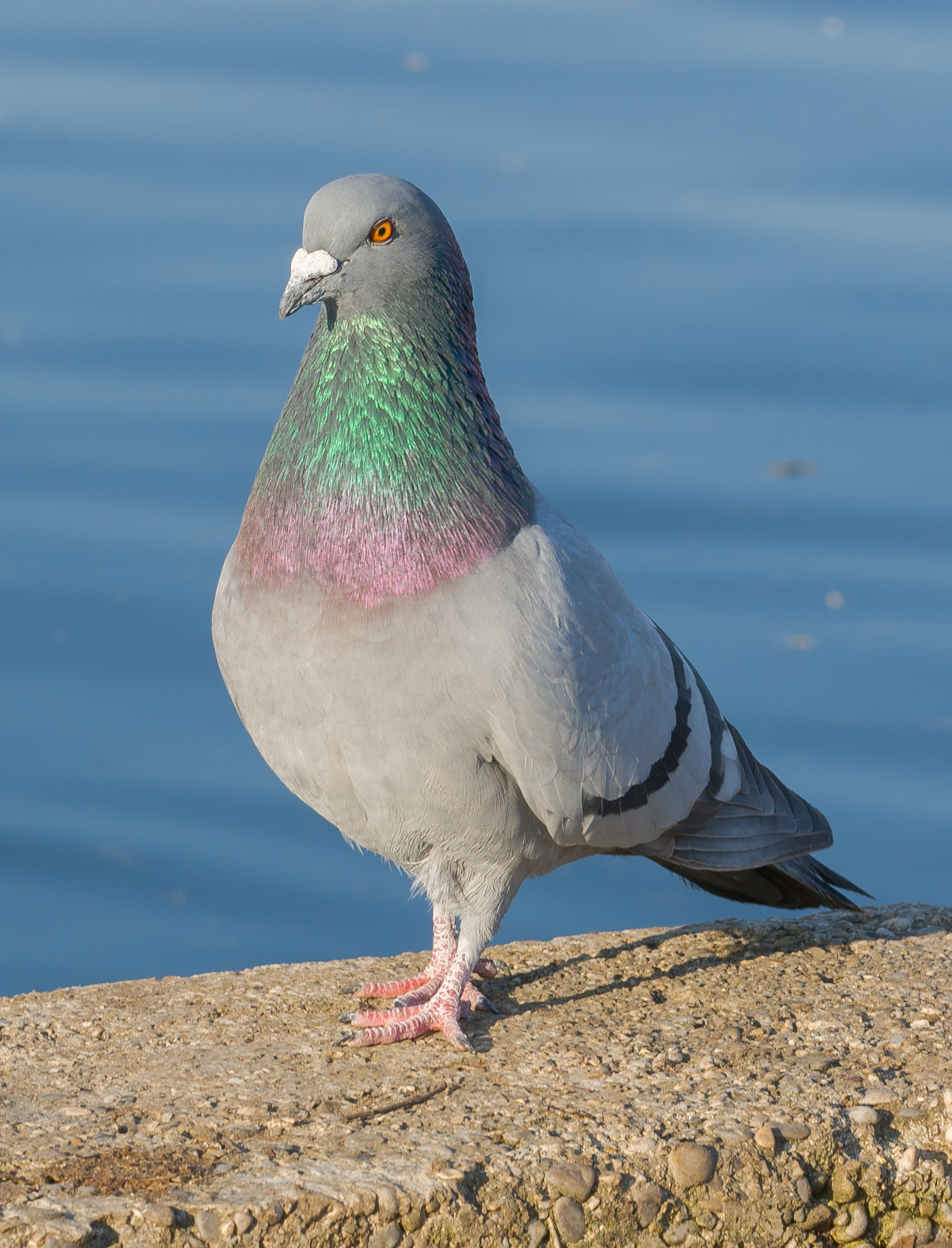
Los machos se caracterizan por tener el cuello y pecho más voluminosos y con más iridiscencias.

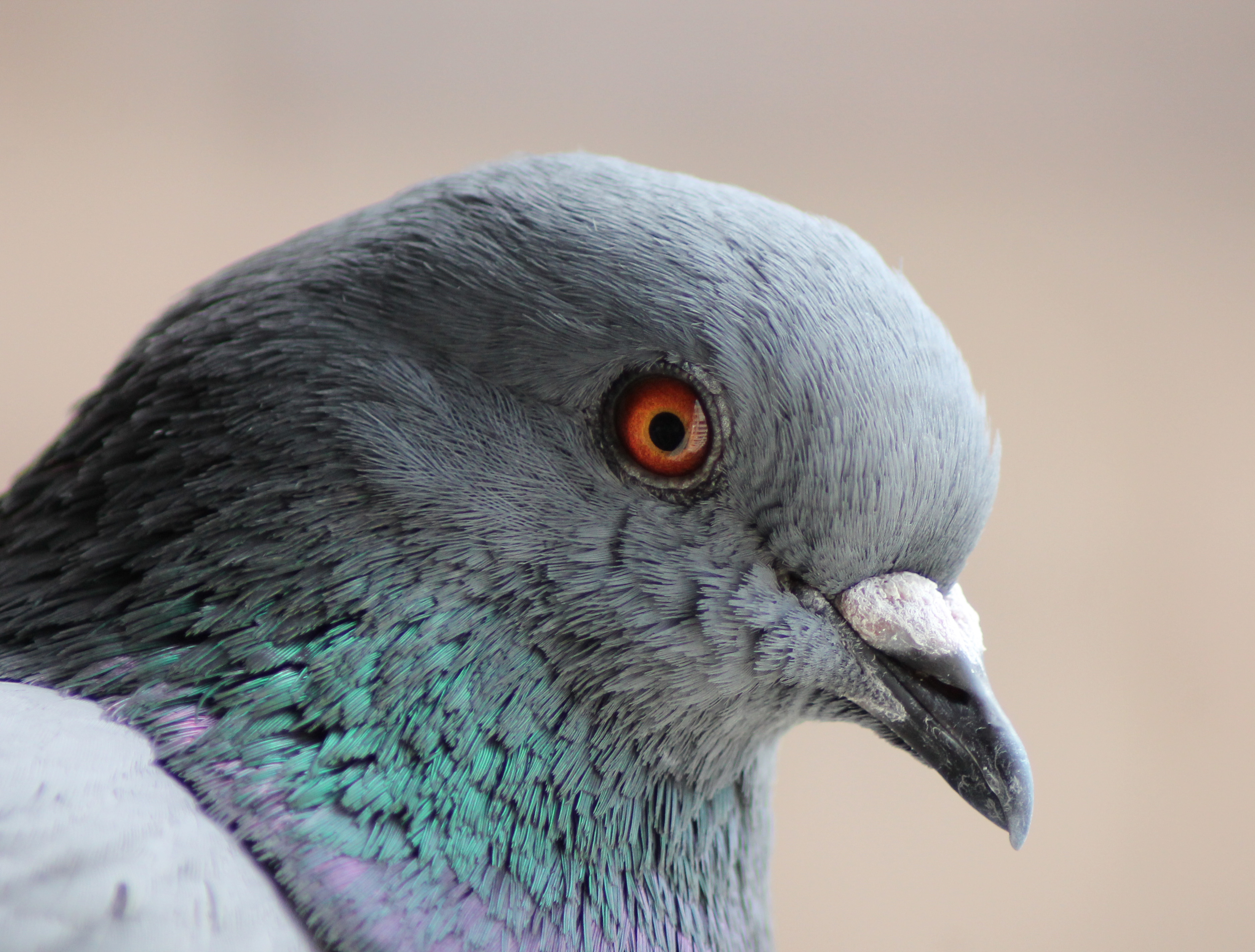
Detalle de la cabeza de una paloma.

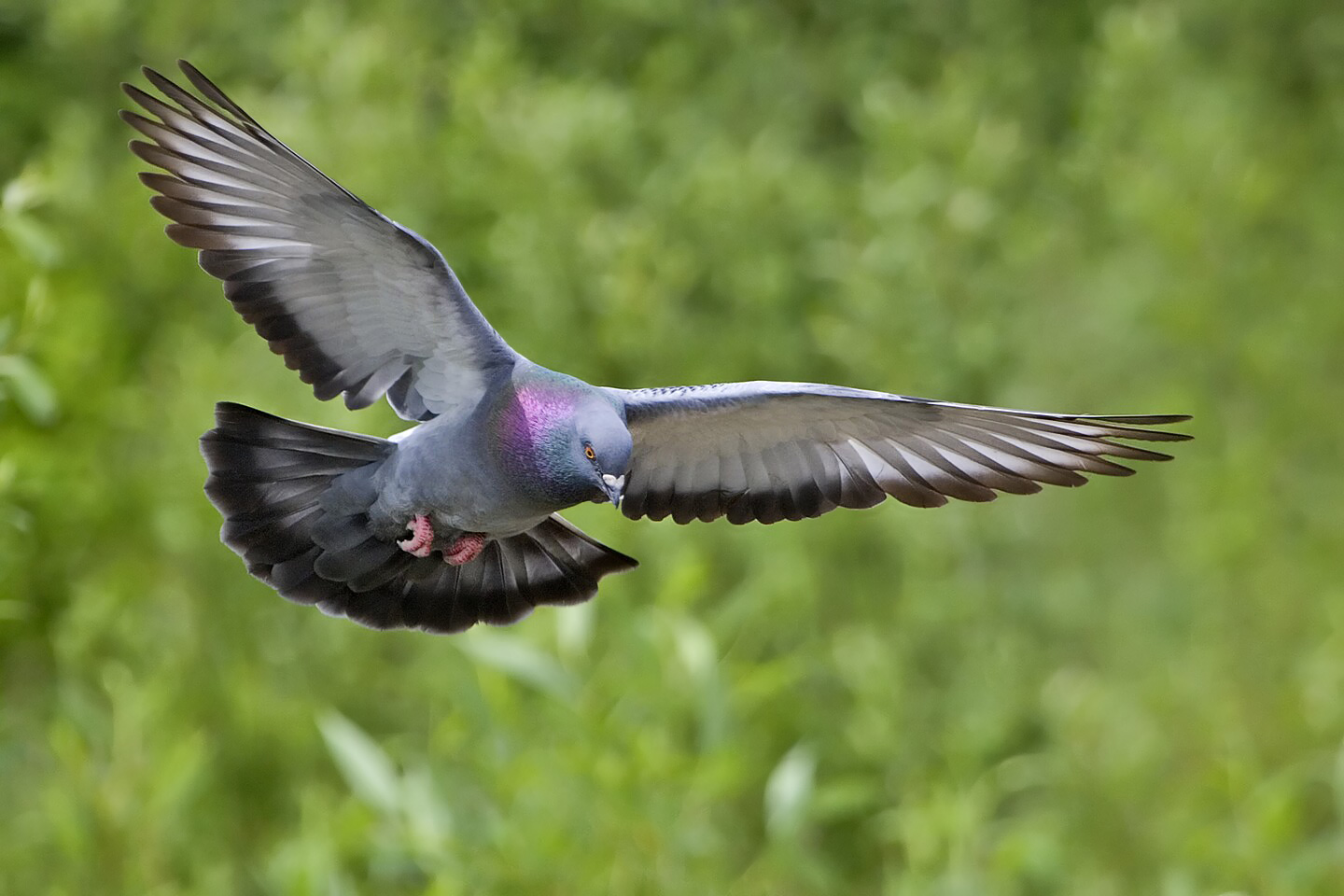
Paloma en vuelo.

Los adultos de la subespecie nominal miden entre 29 y 37 cm de largo y tienen una envergadura alar de 62 a 72 cm. El peso de las palomas bravías salvajes o asilvestradas oscila entre los 238 y 380 g, aunque las palomas domésticas o semidomésticas suelen sobrepasar este peso normal. Su plumaje es en general de color gris azulado, más oscuro en la cabeza, cuello y pecho, donde además presentan iridiscencias verdes y violáceas. Se caracteriza por presentar dos bandas negras y tener el obispillo blanco. Las coberteras inferiores de sus alas son blanquecinas y que la punta de las rémiges es negruzca. Su cola tiene una banda negra en el extremo rematada con un fino borde blanco. El iris de sus ojos es naranja, rojo o dorado, y tienen un fino anillo ocular desnudo gris azulado. Su pico es negruzco y presenta en su parte superior una llamativa cera blanquecina, y sus patas son de color rojo purpúreo. Tiene las siguientes medidas estándar: una media de 22,3 cm de cuerda máxima del ala, entre 9,5 y 11 cm de longitud de cola, 1,8 cm y entre 2,6 y 3,5 cm de tarso.
La hembra es muy similar al macho pero la iridiscencia de su cuello es menos intensa y más restringida a los lados y zona posterior, y su pecho es menos voluminoso y más oscuro. Los juveniles son similares pero con menos lustre.

## Taxonomía y etimología
La paloma bravía silvestre fue descrita científicamente por el naturalista alemán Johann Friedrich Gmelin en 1789 como Columba livia; aunque las palomas domésticas ya habían sido descritas por Linneo en 1758, en la décima edición de su obra Systema naturæ, con el nombre de Columba domestica, y se reagruparían en una sola especie. Su pariente más cercano dentro del género Columba es la paloma rupestre, seguidas por: la paloma nival, la paloma de Guinea y la paloma etíope.
Se reconocen al menos diez subespecies de paloma bravía:
- Columba livia livia Gmelin, 1789 - es la subespecie nominal, es propia de Europa occidental y meridional, norte de África y Asia, desde Turquía hasta el oeste de Kazajistán, Cáucaso, Georgia e Irak.
- Columba livia dakhlae Meinertzhagen, 1928 - está confinada en dos oasis del centro de Egipto. Es más pequeña y mucho más pálida que la subespecie típica.
- Columba livia gaddi Zarudny & Loudon ,1906 - se extiende desde Azerbaiyán e Irán, y hacia el este hasta Uzbekistán. Es más grande y más pálida que C. l. palaestinae, con la que se mezcla en el oeste.
- Columba livia canariensis (Bannerman, 1914) En el archipiélago Canario. De tamaño menor, con obispillo gris y de tonalidad más oscura.
- Columba livia gymnocycla Gray, Gr., 1856 - presente en África subsahariana, del Senegal y Guinea hasta Ghana y Nigeria. Es más pequeña y mucho más oscura que C. livia livia, con la cabeza y el vientre casi negros y la iridiscencia del cuello extendida a la cabeza.
- Columba livia intermedia Strickland, 1844 - se encuentra en Sri Lanka y la India al sur del Himalaya. Es similar a C. livia neglecta, pero es más oscura.
- Columba livia neglecta Hume, 1873 - ocupa las montañas del este de Asia Central. Es de tamaño similar a C. livia livia, pero es más oscura con el brillo iridiscente del cuello más marcado y extenso. En el sur se mezcla con C. livia intermedia.
- Columba livia palaestinae Zedlitz, 1912 - habita desde Siria hasta el Sinaí y Arabia. Es algo mayor y más oscura que C. livia schimperi.
- Columba livia schimperi Bonaparte, 1854 - se halla desde el Delta del Nilo hasta el norte de Sudán. Es muy similar a C. livia targia, pero de color claramente más pálido.
- Columba livia targia Geyr von Schweppenburg, 1916 - habita en las montañas del Sahara y hacia el este hasta el Sudán. Es algo menor que la subespecie típica, con plumaje similar, pero el obispillo es del mismo color que el resto del cuerpo, en vez de blanco.

La etimología de su nombre científico procede del latín. Columba es la palabra latina que significa «paloma», y su nombre específico, livia, es la forma femenina del término livor, «azulado». Curiosamente su nombre común en español, paloma, no procede del nombre latino del ave, sino que deriva de otra palabra en latín, palumbus, que significa «paloma torcaz», lo que parece indicar que antiguamente estas últimas eran la palomas más abundantes.

## Distribución y hábitat

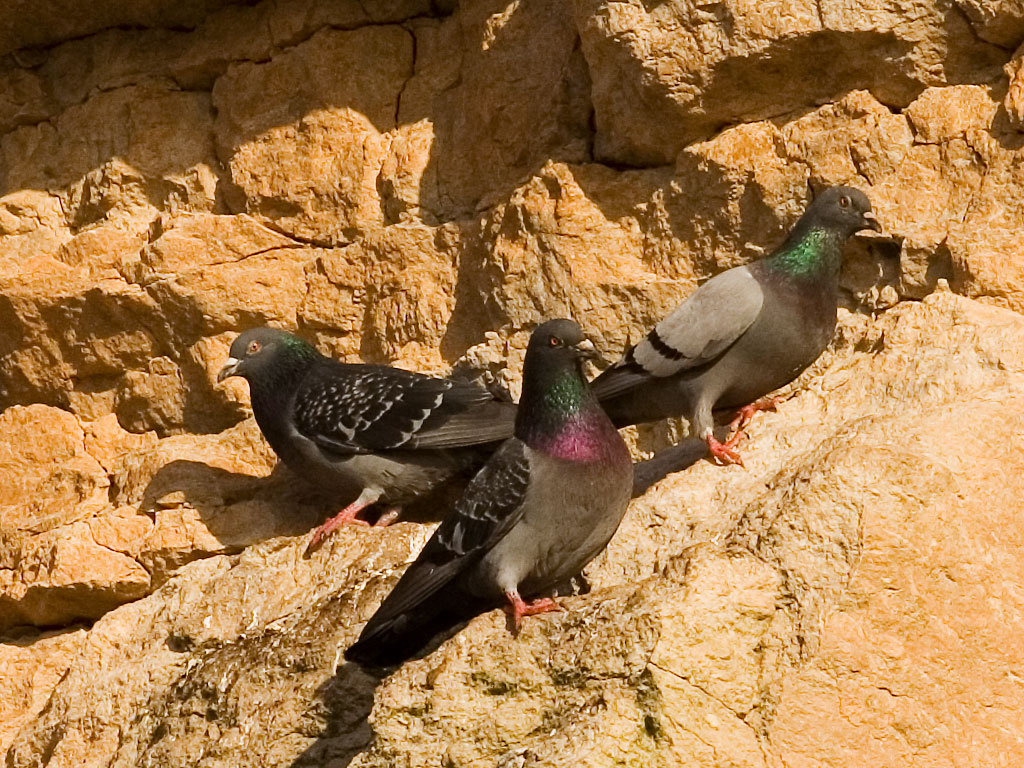
Las palomas en la naturaleza anidan y descansan en acantilados y barrancos.

El área de distribución natural de las palomas bravías se limita al sur de Europa, el norte de África y el suroeste de Asia, pero tras su domesticación su distribución se amplió a la mayor parte de todos los continentes, salvo la Antártida; especialmente en América del Norte, el Cono Sur de América y las zonas templadas meridionales de Australia. Las palomas salvajes y asilvestradas se extienden por una vasta área de distribución, con una extensión global de unos 10.000.000 km². Su población es muy grande, se estima que sólo en Europa es de entre 17–28 millones de individuos.
Sobre todo en América se encuentra en países como Perú, Bolivia, Ecuador, Colombia y Argentina.
En Europa en países como España, Francia, Portugal...
El registro fósil indica que las palomas bravías se originaron en Asia, y los restos óseos desenterrados en Israel confirman su presencia allí al menos hace trescientos mil años. Sin embargo, la prolongada historia compartida de esta especie y los humanos hace muy difícil saber la extensión exacta de su área natural original. Suele habitar en los acantilados y barrancos, generalmente en la costa. Las palomas domésticas y asilvestradas han sido introducidas en muchos más hábitat de todo el mundo, especialmente en las ciudades, y usan las construcciones humanas del mismo modo que las poblaciones naturales usan los muros rocosos. La especie fue introducida en Norteamérica en 1606 en Port Royal, Nueva Escocia.

## Metodología para la estimación de poblaciones de palomas en zonas urbanas[17]
Un estudio publicado en el año 2009, en la prestigiosa revista científica Cuadernos de Investigación UNED, propuso una alternativa precisa y eficiente para estimar poblaciones de palomas (Columba livia) en áreas urbanas. Aunque esta especie es escasa en ambientes naturales, ha logrado establecerse con éxito en ciudades de todo el mundo, donde frecuentemente se le considera una plaga. En el estudio se compararon tres métodos: rejillas estratificadas, conteos puntuales con contador mecánico, y fotografías panorámicas de 360°. La investigación se llevó a cabo en nueve parques urbanos del centro de Costa Rica, donde se realizaron 1350 conteos. El método de panoramas resultó ser el más efectivo, ya que demostró ser económico, preciso, seguro, rápido y fácil de aplicar, ofreciendo una herramienta confiable tanto para estimar poblaciones reales como para generar indicadores de gestión urbana.

## Diversidad y abundancia deColumba liviaen parques urbanos[18]
Una investigación realizada en la ciudad de San José, Costa Rica, entre septiembre y diciembre de 2009, y publicada en la reconocida revista científica Cuadernos de Investigación UNED, reveló información significativa sobre las aves urbanas en América Latina. Utilizando transectos lineales en 15 parques urbanos, se identificaron 40 especies, 23 de ellas residentes. Entre las especies más representativas se observó una notable presencia de la paloma Columba livia, con hasta 122 individuos por parque. La diversidad y abundancia de aves se vieron influenciadas por el tamaño del parque, la complejidad de la vegetación y la cercanía a fragmentos vegetales. Esta investigación permitió concluir que los parques urbanos funcionan tanto como áreas de paso como de residencia permanente para las aves migratorias, con características biopsíquicas que favorecen especies como Columba livia, generando competencia, predación y desplazamiento de otras especies, así como daños a la infraestructura. Estas áreas verdes podrían ser aprovechadas para la observación de aves y la educación ambiental.

## Comportamiento

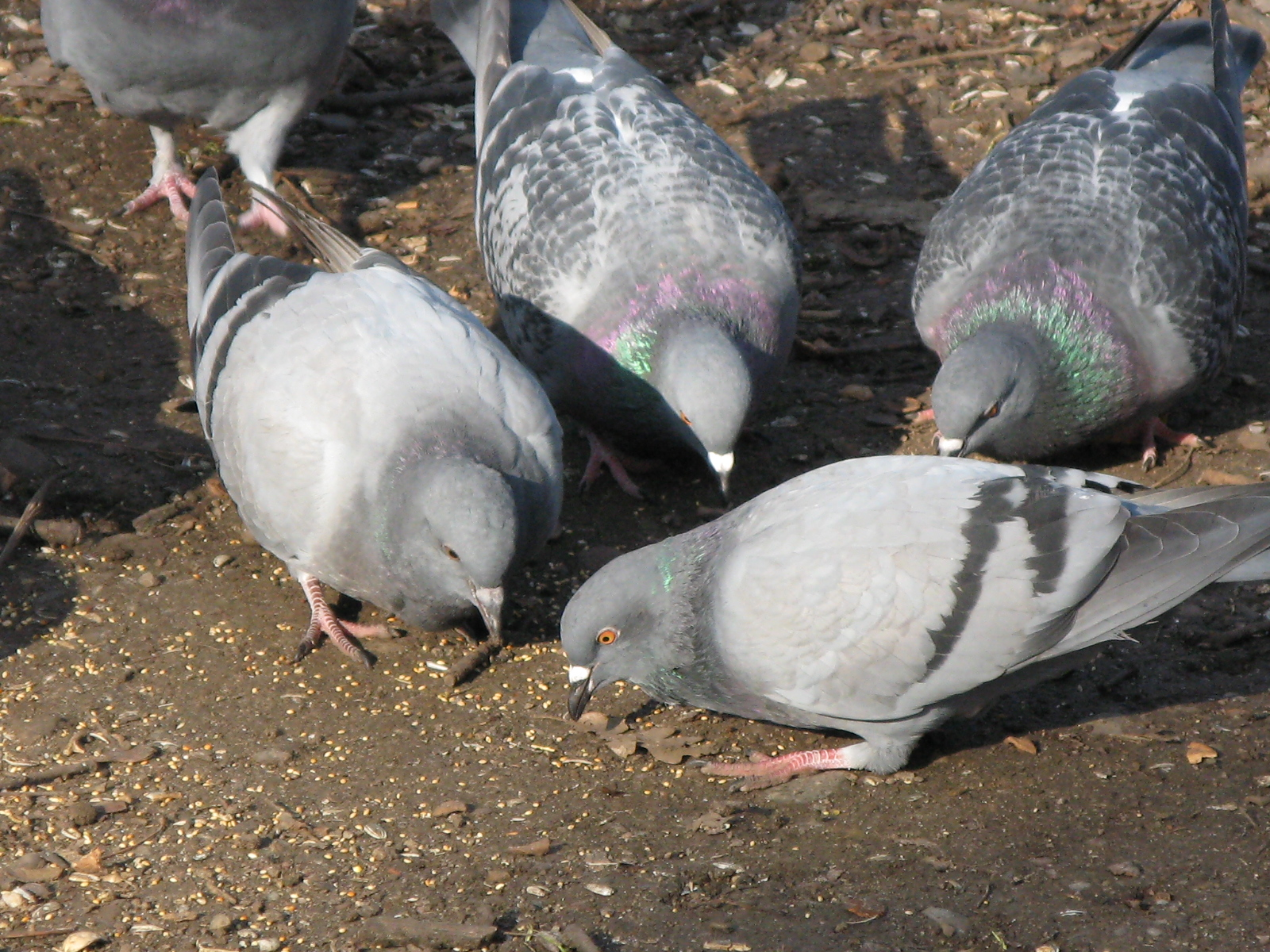
Las palomas se alimentan en el suelo, tanto en la naturaleza como en las ciudades.

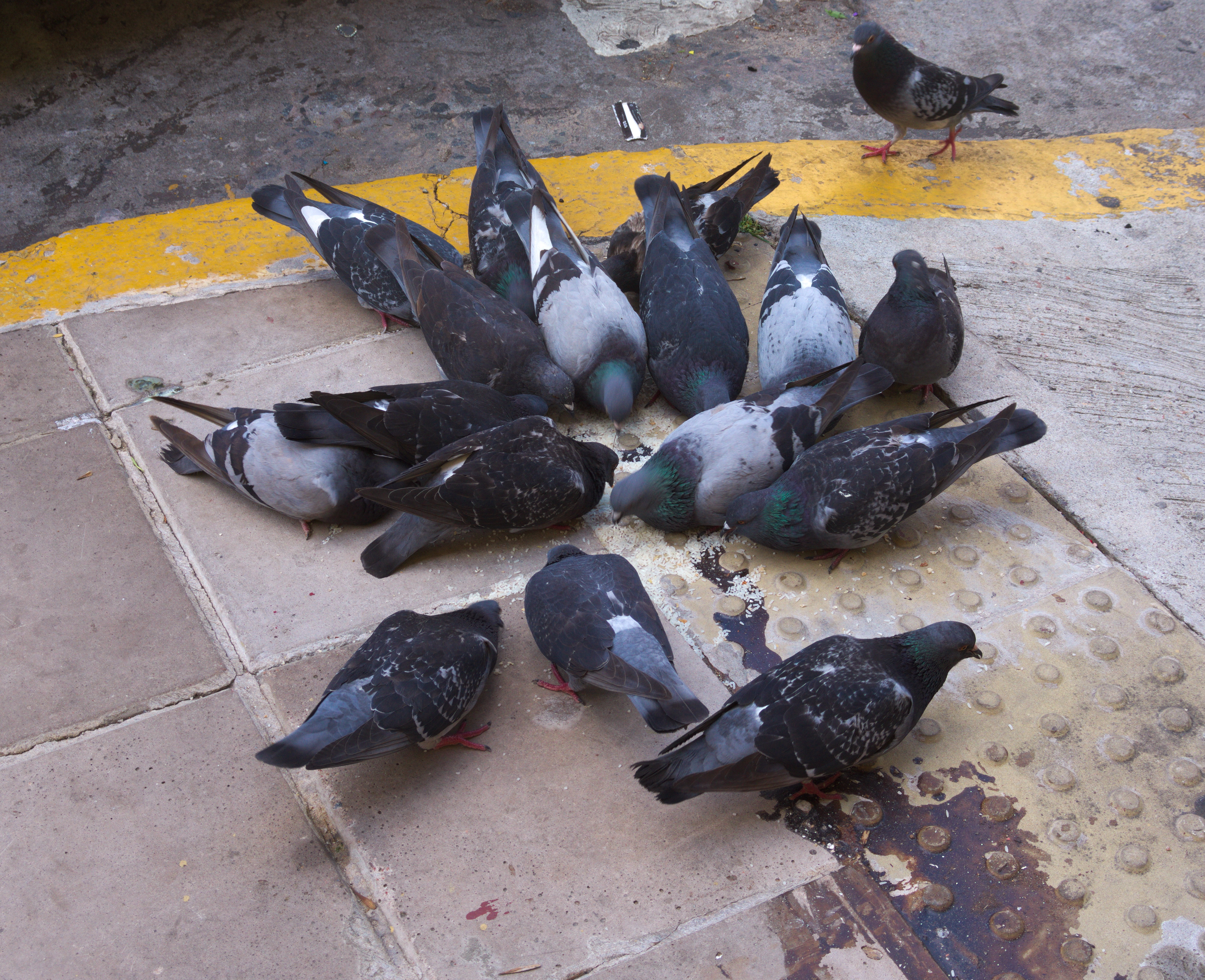
Palomas comiendo en Buenos Aires, Argentina.

Las palomas suelen encontrarse en parejas en la época de reproducción, pero el resto del tiempo son gregarias. Las palomas duermen en los salientes de los acantilados, muros y demás estructuras elevadas, pero nunca en las ramas de los árboles, en las que no pueden mantenerse agarradas. Las palomas, especialmente las palomas mensajeras, son conocidas por su capacidad para poder orientarse y encontrar el camino de regreso a su hogar desde grandes distancias. A pesar de esta capacidad las palomas bravías suelen ser sedentarias y raramente se alejan de su región natal.
Las palomas se alimentan en el suelo en bandadas o individualmente. Cuando son molestadas las palomas alzan el vuelo en grupo con un ruidoso batir de alas característico. Las palomas en la naturaleza son principalmente granívoras, que se alimentan de semillas de cereales, leguminosas y otras plantas herbáceas, aunque también se alimentan de brotes, frutos, insectos, gusanos y caracoles. Normalmente las palomas beben después de haber comido, al igual que otras aves de dietas secas, aunque también consumen agua para bajar su temperatura corporal en días calurosos. Todas las palomas se caracterizan por su forma de beber. Son capaces de tragar agua de manera continua con la cabeza agachada y el pico sumergido, a diferencia del resto de aves que tienen que levantar la cabeza e inclinarla hacia atrás para poder tragar el agua.

### Reproducción

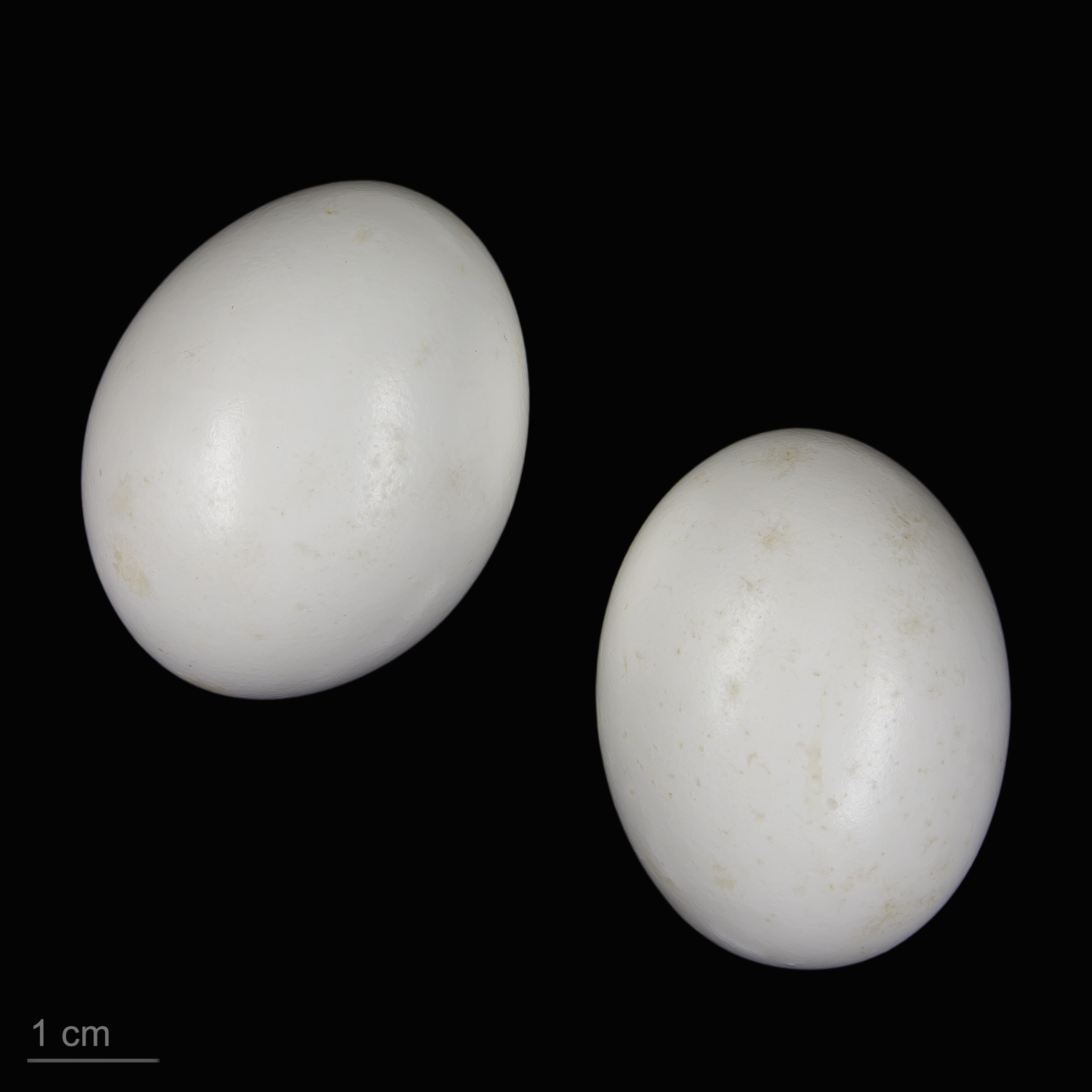
Huevos de Columba livia en el Museo de Historia Natural de Toulouse

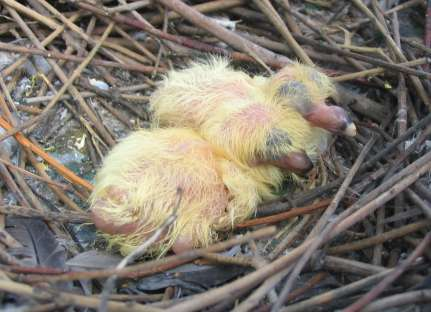
Dos pichones recién nacidos

Las palomas bravías crían en cualquier época del año, aunque el máximo se produce en primavera y en verano. El emplazamiento del anidamiento son los saliente de los acantilados, y superficies similares de las edificaciones, además de en el interior de las grietas y huecos de ubicación similar.
Su nido consiste en un entramado endeble de hierba y ramitas, apoyado contra la pared y generalmente a cubierto. Generalmente ponen dos huevos blancos. La incubación es compartida por los dos progenitores y dura entre diecisiete y veintiún días. Los pichones recién eclosionados están cubiertos de plumón amarillento claro y tienen un pico prominente rojizo con una banda oscura. Los polluelos son alimentados mediante regurgitación con la conocida como leche de paloma. La leche de paloma es un fluido nutritivo producido en el buche de ambos progenitores de todas las especies de palomas y tórtolas. Los pichones tardan unos treinta días en desarrollarse y dejar el nido.
La esperanza de vida de una paloma en la naturaleza oscila entre los tres y los cinco años y llega a vivir hasta los quince años en cautividad. La principal causa de mortalidad en la naturaleza son los depredadores y la caza humana.

### Alimento

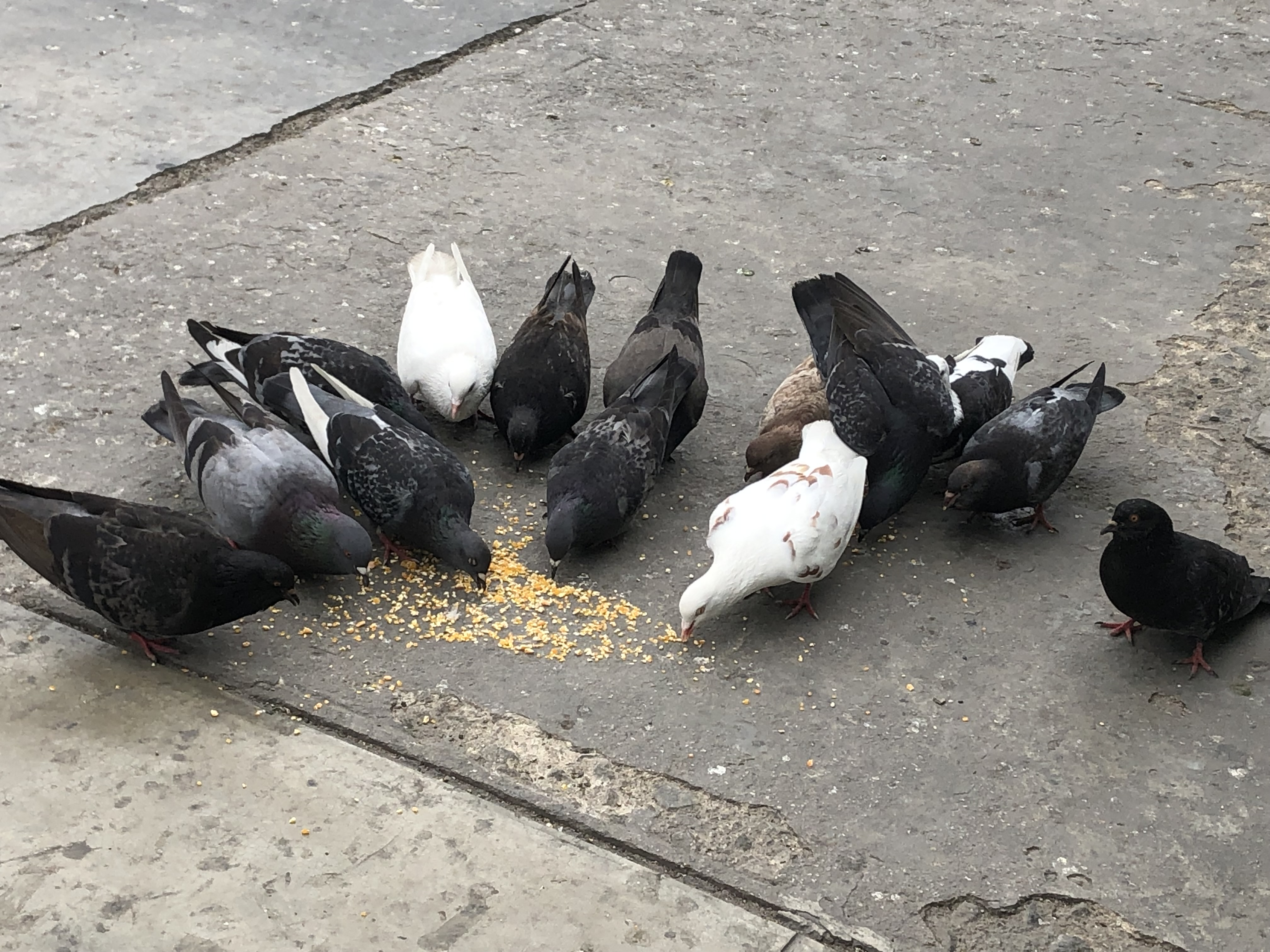
Palomas Bravías alimentándose de maíz en Lima - Perú

En su hábitat natural las palomas se alimentan de semillas de pasto y bayas, insectos y arañas. En zonas urbanas se alimentan también de restos de comida que encuentran en la basura, o por suministro directo por parte de personas. Según los resultados de una investigación publicados en el año 2009, en la revista científica Cuadernos de Investigación UNED, existen diversas razones por las cuales las personas alimentan a las palomas, entre ellas: empatía, diversión, tradición y como medio de interacción social.
Cuando el suministro de alimentos es lo suficientemente abundante, las palomas pueden llegar a formar grandes bandadas y reproducirse durante todo el año, lo cual sucede en las ciudades debido al continuo suministro de alimento de origen antropogénico.

## Depredadores

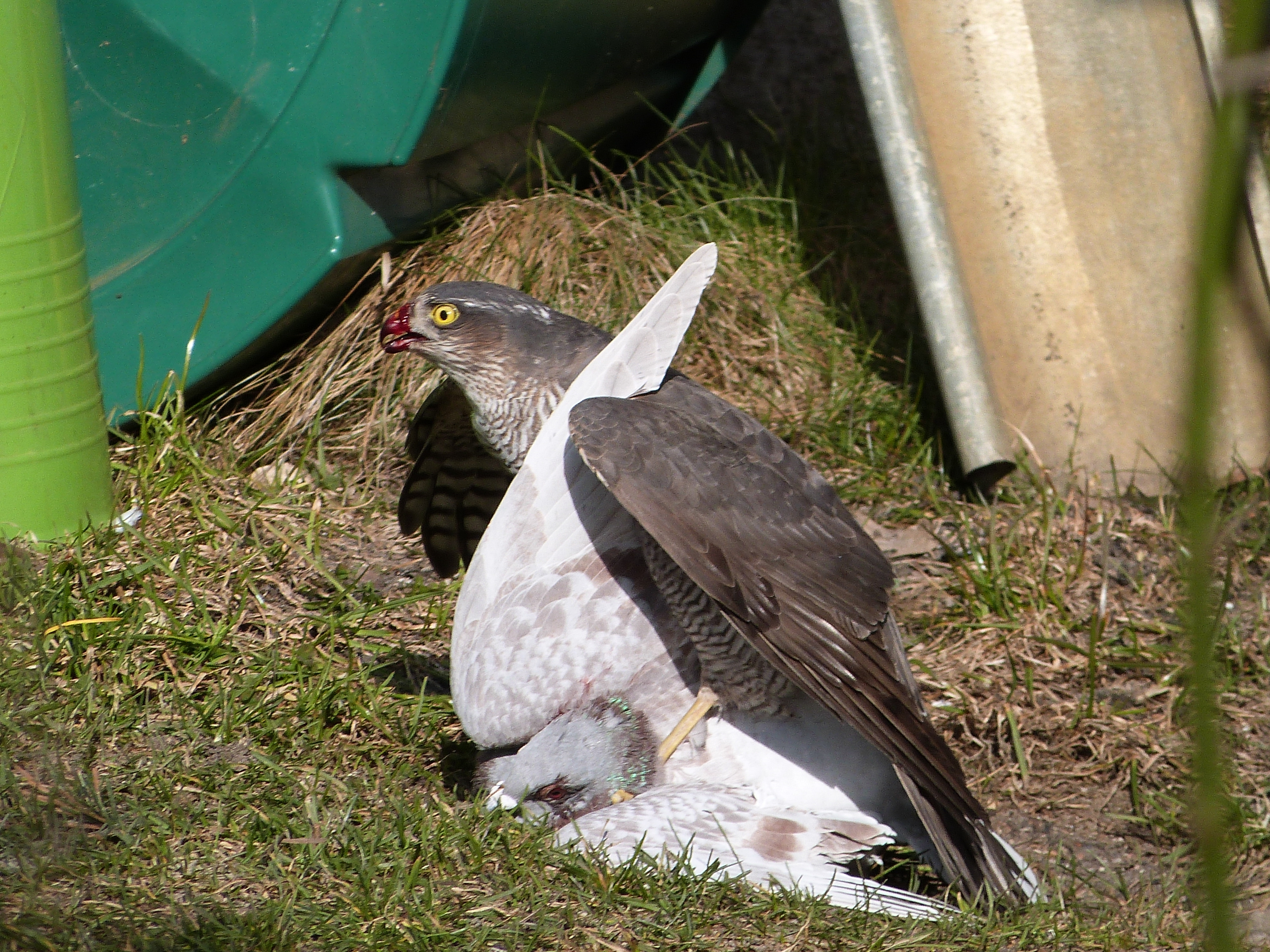
Gavilán comiéndose una paloma.

Las palomas bravías y las asilvestradas son una de las presas preferidas de las rapaces de toda su área de distribución, y su única defensa es su habilidad de huida volando. Las palomas asilvestradas que viven en casi todas las ciudades del mundo y áreas circundantes son cazadas por una gran variedad de aves de presa. El halcón peregrino y el gavilán común son sus principales depredadores naturales. Hasta el 80% de la dieta de los halcones peregrinos de muchas ciudades se compone de palomas asilvestradas. Pueden ser cazadas por rapaces de tamaños comprendidos entre el halcón americano y el águila real, como los busardos, búhos reales y azores, y sus nidos pueden ser expoliados por las gaviotas y los córvidos. Entre los mamíferos que también pueden atacarlas se encuentran las martas, las jinetas, las zarigüeyas y los mapaches, además de los gatos. Las palomas también son cazadas por los humanos, y son consideradas carne de caza que se consume en muchos de los países donde son nativas desde la antigüedad.

## Parásitos
Las palomas pueden ser portadoras de una variada fauna de parásitos.
Pueden hospedar helmintos intestinales como la Capillaria columbae y Ascaridia columbae. Entre sus ectoparásitos están piojos ischnóceros como Columbicola columbae, Campanulotes bidentatus compar, los piojos amblioceros Bonomiella columbae, Hohorstiella lata, Colpocephalum turbinatum, los ácaro Tinaminyssus melloi, Dermanyssus gallinae, Dermoglyphus columbae, Falculifer rostratus y Diplaegidia columbae. Además la hipobóscida, mosca de las palomas Pseudolynchia canariensis es un chupador de sangre típico que parasita a las palomas en los climas tropicales y subtropicales.

## Palomas domésticas

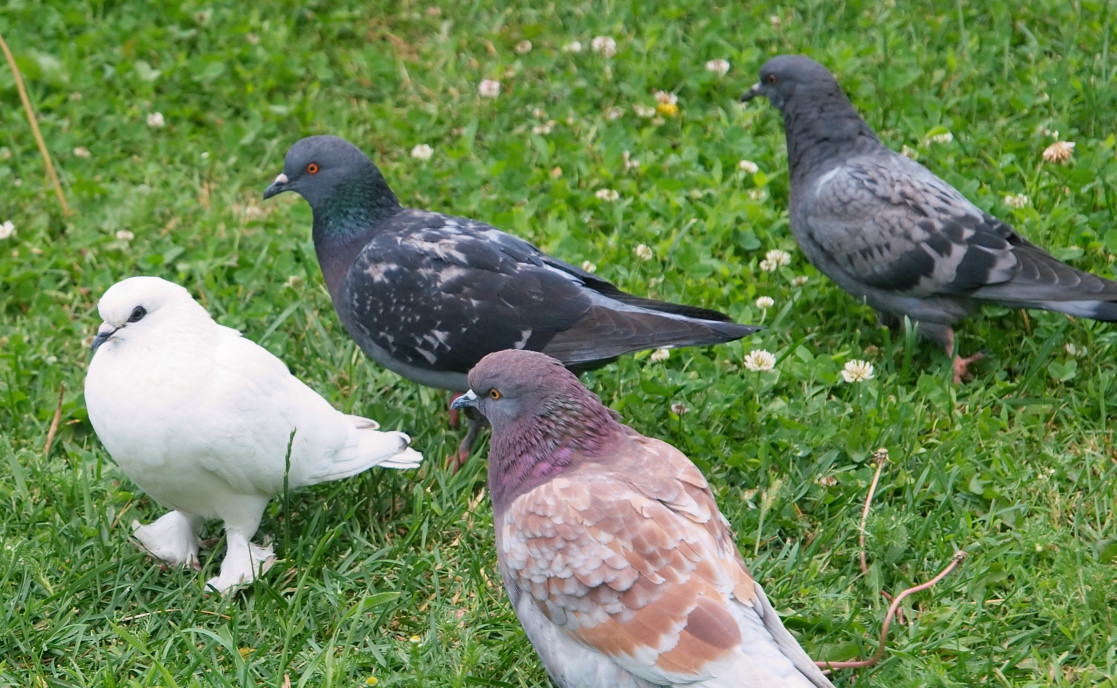
Las palomas domésticas han adquirido coloraciones y formas muy diferentes de las silvestres.

La paloma bravía fue domesticada por el hombre hace miles de años, dando lugar a la aparición de la paloma doméstica (Columba livia domestica) que se ha usado para el consumo de su carne, como mensajeras y como mascotas. En la actualidad existen numerosas razas y variedades de éstas, en diversos tamaños, colores y formas; aunque todas conservan el obispillo blanco, y la mayoría tienen las dos bandas oscuras en las alas características de la especie.
El arte y la ciencia de criar palomas domésticas se conoce con el nombre de colombicultura. El simple afecto por las palomas en general, se denomina colombofilia. Los egipcios y los babilonios fueron los primeros en criar palomas y fueron seguidos por griegos y romanos. En la antigua Roma se desarrolló la cría de palomas como complemento de la agricultura, para consumir su carne y también con fines religiosos y rituales. En la Edad Media la cría de palomas era un privilegio reservado a la nobleza.

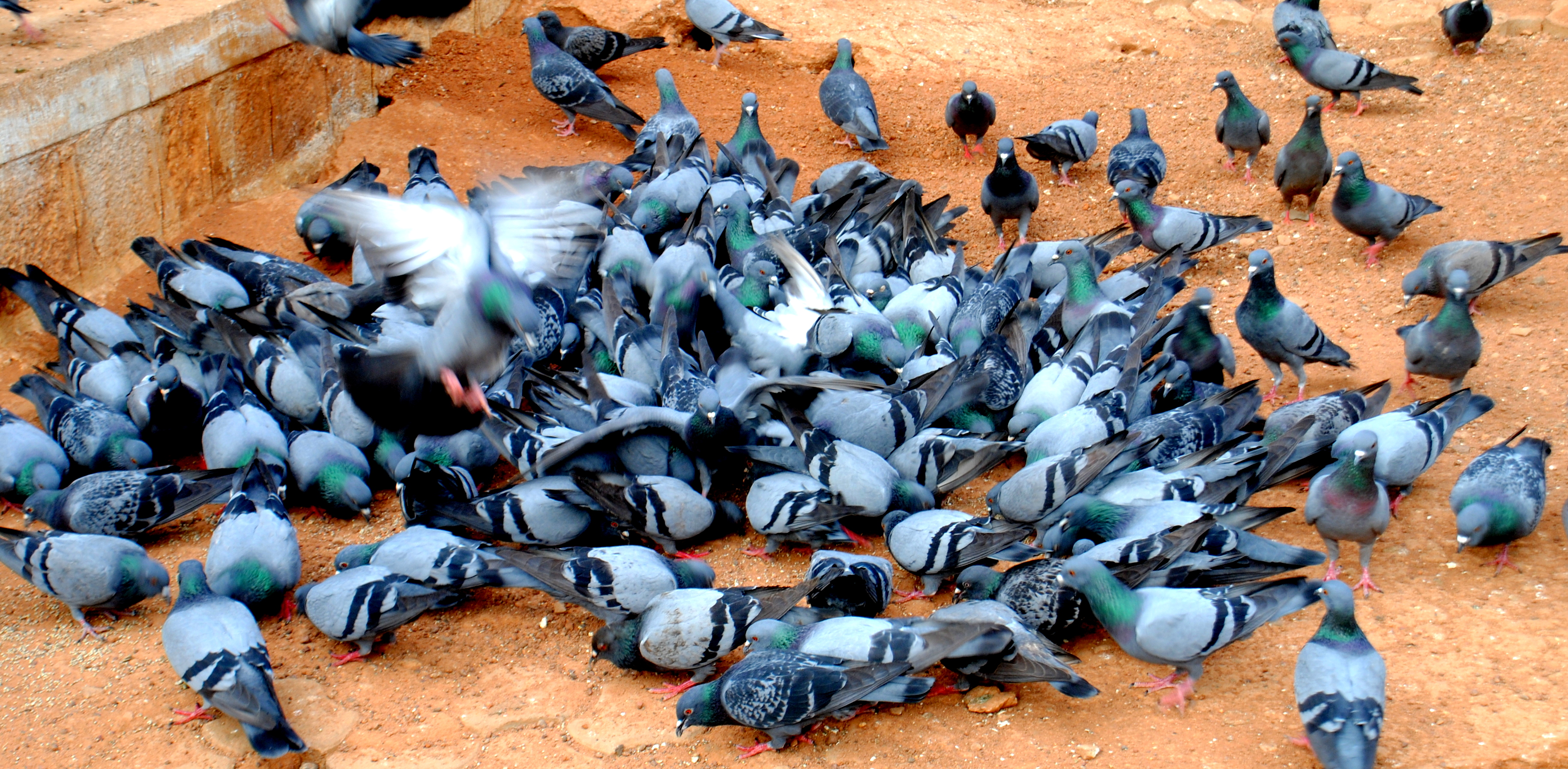
Las palomas asilvestradas forman grandes bandadas en las ciudades

Las palomas se usan como mensajeras desde la antigüedad, los romanos ya las utilizaron desde la época de la república. Las palomas mensajeras se usaban con profusión en la Edad Media con fines militares, comunicando alertas y movimientos de tropas. Algunas palomas domésticas llegaron a ser utilizadas en Europa también en el ámbito del comercio como mensajeras regulares, práctica que llegó hasta la segunda mitad del siglo XIX, cuando cayó en desuso ante la aparición de nuevos, más rápidos y fiables medios de comunicación a distancia, como el telégrafo. Una de las razas de palomas mensajeras creada especialmente por los aficionados belgas alrededor de los años 1850 para realizar carreras, desempeñó un importante papel como mensajera en los últimos conflictos bélicos en los que intervinieron, como la Guerra franco-prusiana, la Primera y Segunda Guerra Mundial, llegándose a usar hasta la guerra de Corea, y muchos de los ejemplares intervinientes resultaron distinguidos con medallas militares por sus extraordinarias prestaciones, que permitieron salvar innumerables vidas.
Algunas palomas domésticas se han asilvestrado y llevan una vida semisalvaje en la multitud de ciudades donde habitan, y originando poblaciones silvestres en las zonas circundantes.
Las razas de palomas domésticas que por sus formas, colores o habilidades (como es el caso de las acróbatas), son denominadas respectivamente «de mesa, exhibición, lujo o fantasía», cuentan con una enorme variedad de asombrosos representantes, como las dragonas, carriers, bagadais, gallinas, mundanas, carneau, buchonas, colipavas, capuchinas, moñudas, turbitas, golondrinas, rizadas, tambores, etcétera, etcétera. Por ser tan excéntricas, Darwin las llamaba «monstruos creados por el hombre» (que aprovechó principalmente la aparición de determinadas mutaciones genéticas).

### Salud humana
La fama de las palomas de animales insalubres para los humanos se ha exagerado mucho. El contacto con las deposiciones de las palomas supone un riesgo menor de contraer histoplasmosis, criptococosis y psitacosis, y la exposición prolongada a sus heces y plumas puede causar la pneumonitis conocida como pulmón del cuidador de aves. Por ello, en algunas ciudades de Estados Unidos y Europa se controlan las poblaciones de palomas usando diferentes métodos. Algunos métodos utilizados para disminuir este riesgo a la salud humana son: prohibición de alimentarlas, exterminación o uso de anticonceptivos, aunque existe debate sobre cuál es la mejor forma de atender el problema.
En cambio, las palomas son un riesgo potencial por ser posibles portadoras, como otras aves, de la gripe aviar. Pero un estudio ha demostrado que las palomas adultas no son susceptibles de contraer la cepa más peligrosa de gripe aviar, la H5N1, por lo que no pueden trasmitírsela a los pollos. Y se ha descubierto que son «resistentes o tienen una susceptibilidad mínima» a otras cepas de la gripe aviar, como la H7N7. Otros estudios han mostrado que presentaban signos clínicos de lesiones neurológicas resultantes de la infección, pero que no trasmitían la enfermedad a los pollos que estaban en contacto directo con ellas.